# Будогоская, Лидия Анатольевна
Ли́дия Анато́льевна Будого́ская (22 ноября 1898, Плоцк — 6 января 1984, Ленинград) — русская писательница, прозаик, автор книг для детей. Член Союза писателей СССР.

## Биография
Лидия Анатольевна Будогоская родилась 22 ноября 1898 года в Плоцке под Варшавой в семье русского офицера. Впоследствии её отец в поисках более высокого заработка перешёл в корпус жандармов.
Лидино детство прошло в скитаниях: из Польши на Урал, в город Златоуст, из Златоуста в Калугу. Учиться она начинала в Кронштадте под Петербургом, а заканчивала гимназию в Сарапуле под Камой.
Детство у девочки было трудное. Отец установил в доме настоящий полицейский режим. В «Повести о рыжей девочке» Будогоская, почти ничего не придумывая, рассказала о своём отце.
Когда Лида училась в четвёртом классе гимназии, отец бросил семью. Материально стало жить труднее, зато дышалось теперь легче, свободнее. Мать уехала в Петроград, поступила на работу в госпиталь. Кончив в 1915 году гимназию, приехала к ней туда и Лида.
Была медицинской сестрой военного госпиталя (1916—1918). В годы Гражданской войны — медсестра перевязочного отделения полевого лазарета на Западном фронте (1919—1921). После демобилизации — в лечебных учреждениях Ленинграда.
Работать ей случалось не только с ранеными, но и с сыпнотифозными и с психически больными.
В 1921 году, когда закончилась гражданская война, Лидию уволили из госпиталя по сокращению штатов. Целый год семья Будогоских жила тем, что делала ёлочные игрушки и поставляла их частному торговцу в Гостином дворе. Младший брат Лидии Анатольевны Эдик (1903—1976), будущий художник, иллюстратор её книг, разрисовывал их.
Наконец биржа труда, где состояли тогда на учёте все безработные, послала Будогоскую на один из пунктов охраны материнства и младенчества. Опыта у Лидии Анатольевны не было, она была медсестрой военного времени, имела до сих пор дело с пулемётчиками и конными артиллеристами, а тут ей пришлось возиться с новорожденными. Но, привыкнув, она проработала на пункте восемь лет.
После этого она работала некоторое время на трикотажной фабрике «Красное знамя», в редакции детского журнала «Чиж», на молочной кухне.
А. Любарская вспоминала:

В этот самый вечер — 11 ноября 1937 года, когда у меня был первый настоящий допрос, — в стенах Ленинградского Союза писателей состоялось общее собрание детской секции под председательством Г. Мирошниченко. На этом собрании, хорошо подготовленном стенгазетой, в том же стиле, в тех же выражениях, был вынесен приговор всем арестованным — писателям и редакторам. Нашлись среди учеников Маршака и такие, что с готовностью присоединились к клевете на своего учителя...
... Только три человека на этом собрании не изменили ни себе, ни брошенным в тюрьму товарищам. Это Маршак, ни единым словом не отказавшийся от своих учеников. Это писательница Лидия Будогоская, не побоявшаяся (в разгар репрессий, во времена повальных арестов) крикнуть на весь зал: «Все это ложь!» Это муж Тамары Григорьевны Габбе — Иосиф Израилевич Гинзбург...

С первых дней Великой Отечественной войны — снова медсестра военного госпиталя в Ленинграде. После войны жила там же, совмещая литературный труд с работой в оздоровительных учреждениях.

## Творчество
Писала, сочиняла Будогоская всю жизнь — с тех пор, как научилась держать в руках карандаш и перо. Ей было девять лет, когда отец спросил у неё:
 — Кем ты будешь, когда вырастешь?
 — Писательницей.
 — Тьфу! Дура. Разве это дело?
Таясь от отца, Лида писала, раскрашивала, клеила и сшивала малюсенькие книжечки.
В гимназические годы она принимала участие в рукописном журнале «Молодые грёзы». Но журнал запретили.
В литературе дебютировала автобиографической «Повестью о рыжей девочке» (1929). В повести во многом отражены нелёгкие годы детства в Сарапуле. К опытам творчества Будогоской благосклонно отнёсся один из корифеев детской литературы С. Я. Маршак и с его благословения из-под пера начинающего прозаика одна за одной выходят книги:
- «Санитария» (1930),
- «Нулёвки» (1932),
- «Как Саньку в очаг привели» (1933),
- «Повесть о фонаре» (1936),
- «Часовой» (1947), неоднократно переиздававшиеся.

Почти все её книги иллюстрировал и оформлял брат.
Одно из свойств таланта Л.Будогоской заключается в том, что в её произведениях, как правило, описывается её жизнь, пережитое и испытанное ею. Были, конечно, в её писательской жизни исключения. Такие, например, книги, как «Нулёвки» (1932 г.), «Санитарки» (1931 г.), «Как Саньку в очаг привели» (1933 г.), написаны на основании наблюдений над детьми. О маленьких и для маленьких написана последняя книга Л. Будогоской «Золото глазок», вышедшая в 1966 году.